# Seznam představitelů Liberce
Uvedený seznam obsahuje nejvyšší představitele města Liberec řazený podle data jejich nástupu do funkce. Seznam není úplný, zahrnuje volené představitele počínaje rokem 1851, kdy proběhly první volby městského kolegia. V čele města od té doby stáli starostové, předsedové MěNV a primátoři.

## Starostové (1851–1945)
- Ludwig Ehrlich starší (26. února 1851 – 30. května 1866) – první volený starosta, lékárník
- Gustav Schirmer (30. května 1866 – 15. července 1870)  – obchodník, prezident obchodní a živnostenské komory
- Wilhelm Siegmund (15. července 1870 – 11. července 1872)
- Gustav Schirmer (11. července 1872 – 4. ledna 1882)
- Ludwig Ehrlich mladší (4. ledna 1882 – 13. listopadu 1885) – syn prvního voleného starosty
- Johann Elger (11. prosince 1885 – 19. srpna 1886) – advokát
- Karl Schücker (26. srpna 1886 – 19. října 1892)
- Franz Bayer (23. března 1893 – 14. května 1929) – zasloužil se o vznik Krematoria v Liberci[1], v roce 1918 údajně odmítal připojit město k nově vzniklému Československu[2]
- Karl Kostka (17. května 1929 – 8. července 1938) – též senátor Národního shromáždění
- Eduard Rohn (8. července 1938 – 8. května 1945) – starosta během druhé světové války

## PředsedovéMěNV(1945–1990)
- Josef Čapek (8. května 1945 – 6. prosince 1945)
- Jan Harus (5. prosince 1945 – 19. července 1946)
- Miloš Nykendaj (19. července 1946 – 26. června 1949)
- František Svoboda (26. června 1949 – 24. února 1950)
- Josef Hanek (24. února 1950 – 11. května 1951)
- Josef Váňa (11. května 1951 – 22. května 1954)
- Emilie Knotková (22. května 1954 – 4. července 1964) – první žena v čele Liberce
- Jiří Moulis (4. července 1964 – 1. října 1969)
- Ladislav Peřina (1. října 1969 – 29. ledna 1970)
- Karel Zikeš (29. ledna 1970 – 10. prosince 1971)
- František Holub (10. prosince 1971 – 9. listopadu 1976)
- Jaroslav Svoboda (9. listopadu 1976 – 24. června 1986)
- František Příhoda (24. června 1986 – 23. ledna 1990)
- Jiří Moulis (23. ledna 1990 – 11. prosince 1990) – podruhé v úřadu

## Primátoři (od roku 1990)
| Č. |                             | Portrét           | Jméno                | Nástup do úřadu    | Opuštění úřadu     | Dny v úřadu | Strana | Složení rady                |
| -- | --------------------------- | ----------------- | -------------------- | ------------------ | ------------------ | ----------- | ------ | --------------------------- |
| 1. |                             | Jiří Drda         | Jiří Drda            | 11. prosince 1990  | 30. listopadu 1998 | 2911        | OF     | 1. rada Jiřího Drdy         |
| 1. |                             | Jiří Drda         | Jiří Drda            | 11. prosince 1990  | 30. listopadu 1998 | 2911        | ODS    | 2. rada Jiřího Drdy         |
| 2. |                             | není foto         | Jiří Ježek           | 30. listopadu 1998 | 1. prosince 1999   | 366         | ODS    | Rada Jiřího Ježka           |
| 3. |                             | není foto         | Jiří Kittner         | 1. prosince 1999   | 25. listopadu 2010 | 4012        | ODS    | 1. rada Jiřího Kittnera     |
| 3. | 2. rada Jiřího Kittnera     | není foto         | Jiří Kittner         | 1. prosince 1999   | 25. listopadu 2010 | 4012        | ODS    |                             |
| 3. | 3. rada Jiřího Kittnera     | není foto         | Jiří Kittner         | 1. prosince 1999   | 25. listopadu 2010 | 4012        | ODS    |                             |
| 4. |                             | Jan Korytář       | Jan Korytář          | 25. listopadu 2010 | 16. dubna 2011     | 142         | SZ     | Rada Jana Korytáře          |
| 5. |                             | není foto         | Martina Rosenbergová | 28. dubna 2011     | 27. listopadu 2014 | 1309        | ČSSD   | Rada Martiny Rosenbergové   |
| 6. |                             | Tibor Batthyány   | Tibor Batthyány      | 27. listopadu 2014 | 20. listopadu 2018 | 1454        | ANO    | Rada Tibora Batthyányho     |
| 6. | nestraník                   | Tibor Batthyány   | Tibor Batthyány      | 27. listopadu 2014 | 20. listopadu 2018 | 1454        |        | Rada Tibora Batthyányho     |
| 7. |                             | Jaroslav Zámečník | Jaroslav Zámečník    | 20. listopadu 2018 | úřadující          | 2315        | SLK    | 1. rada Jaroslava Zámečníka |
| 7. | 2. rada Jaroslava Zámečníka | Jaroslav Zámečník | Jaroslav Zámečník    | 20. listopadu 2018 | úřadující          | 2315        | SLK    |                             |
| 7. | 3. rada Jaroslava Zámečníka | Jaroslav Zámečník | Jaroslav Zámečník    | 20. listopadu 2018 | úřadující          | 2315        | SLK    |                             |